# Princess Nokia
Destiny Nicole Frasqueri (Nueva York, 14 de junio de 1992), conocida por su nombre artístico Princess Nokia, es una rapera estadounidense dedicada al hip hop y R&B alternativo y anteriormente conocida por sus nombres artísticos Wavy Spice y Destiny.

## Primeros años
Frasqueri se describe a sí misma como alguien que "al principio estaba obsesionada con el individualismo", explicando que "la idea de ser como todos los demás la mataba por dentro". Creció entre los barrios de Harlem del Este y Lower East Side de Nueva York, organizando fiestas y bailes Gogó desde los 16 años. Menciona que "Ser una niña que salía a los clubes, salir con mis amigos, me permitía conectar". Es la sincronicidad de Nueva York. Estás para divertirte pero también estás ahí con mucha gente artística y diálogo".

## Carrera
Frasqueri grabó su primera canción "Destiny" en 2010 y la publicó bajo el nombre artístico de Wavy Spice en su SoundCloud y su canal de YouTube a mediados de 2012. Fue en gran medida un tema autobiográfico y ganó modesta popularidad. Posteriormente lanzó su segundo tema "Bitch I'm Posh" que rápidamente ganó reconocimiento internacional.
El siguiente sencillo de Frasqueri, "YAYA", demostró su habilidad como rapera y como cantante. Como se explica en la descripción del video en Youtube, "Yaya es la palabra taína para "Gran Espíritu" y la canción está dedicada a mi ascendencia taína y mi crianza indígena". La canción cuestiona las percepciones normativas de la historia colonial. Sus canciones y su apoyo notorio hacia los homosexuales, transgénero, la feminidad y sexualidad femenina, le han brindado una crítica positiva y apoyo en la música mundial por parte de otros raperos LGBT como Mykki Blanco y Le1f. Cinco meses después del sencillo "YAYA", Frasqueri publicó "Wavy Spice Presents - The Butterfly Knife Prequel". Dos meses después de eso, lanzó "Vicki Gotti", una pista similar y a los dos meses el tema "Versace Hottie".
Después de ver Game of Thrones "se obsesionó con la química entre Daenerys Targaryen y Khal Drogo", y escribió "Dragons", una historia de amor con su correspondiente video musical. Tanto la canción como el video reflejan cosas de su propia vida y de sus cosas favoritas. En 2015 Frasqueri lanzó un nuevo proyecto titulado "Honeysuckle" bajo el nombre de Destiny.

## Princess Nokia
Frasqueri menciona que tiene un alter ego colectivo llamado Princess Nokia. En una entrevista con la revista Bullet explicó:  

Como Princess Nokia puedo proyectar los aspectos multidimensionales de mí misma que no podría expresar con el nombre de Wavy Spice. Puedo aventurarme en cualquier terreno musical o en el personaje de mi elección sin confusión. Estoy haciendo música mundana, música que hablará con todo tipo de gente, chicas banjee del ghetto en Harlem, las novias adolescentes en el Oriente Medio, chicos homosexuales en el este de Asia. Las etiquetas ya no importan. Mi nueva música es cósmica y tridimensional, y realmente hablará de quién es Princess Nokia. Princess Nokia es sonido. Es progresión. Es todo lo que soy.

Un mes después de la publicación Versace Hottie, Frasqueri introdujo a Princess Nokia con la canción Nokia, seguido de Dragons, también hecha bajo su alter ego, a principios del 2014.
El colectivo lanzó su álbum debut de "música de cuento de hadas de alta tecnología para niñas" Metallic Butterfly el 12 de mayo de 2014. "Durante el último año he sido muy discreta trabajando en mis creaciones. Quiero crear un sonido nuevo. No voy a detenerme hasta generar un impacto". El álbum fue un esfuerzo colaborativo entre Destiny y OWWWLS. Debutó en el sitio web de Vice y en SoundCloud. Vice lo describió como "...un poco de todo— desde tambores africanos y extrañas melodías de jazz hasta sintetizadores electrónicos y bases de hip hop. [...] Pero todas las influencias tan disparejas y estilos se mezclan a la perfección, haciendo de este álbum independiente uno de los más emocionantes y ambiciosos que ha salido de la escena underground de Nueva York desde hace mucho tiempo".

### Altercado 2017
En febrero de 2017, Frasqueri agredió a una persona del público en un concierto de caridad en la Universidad de Cambridge a quien acusó de "vociferar obscenidades como, muéstrame tus senos". La víctima negó gritar tales obscenidades y contó a  The Cambridge Student: "Estaba de pie en el concierto y otra persona del público me dijo que el nombre del intérprete era 'Abigail'. Dado que estaba disfrutando de la actuación, grité "¡Vamos Abigail!". Después de gritar esto, bajó del escenario. Me abofeteó y me tiró unas bebidas encima". Después de regresar al escenario, Nokia supuestamente dijo al público "eso es lo que haces cuando un chico blanco te falta al respeto".

## Influencias
El estilo musical de Nokia ha sido descrito como "experimental" y "flotando ansiosamente entre géneros como rap, rock, soul, y house"; citando a MC Lyte, Queen Latifah, TLC, Korn, y Slipknot como fuertes influencias. A su vez, Nokia toma inspiraciones de las culturas del hardcore, punk y rave para sus actuaciones.

## Discografía

### Mixtapes
| Título             | Detalles del álbum                                                                                      |
| ------------------ | --- |
| Metallic Butterfly | - Lanzamiento: 12 de mayo de 2014 - Sello discográfico: independiente - Formato: descarga digital       |
| Honeysuckle        | - Lanzamiento: 21 de septiembre de 2015 - Sello discográfico: independiente - Formato: descarga digital |

### EP
| 1992 | - Lanzamiento: 6 de septiembre de 2016 - Sello discográfico: independiente - Formato: descarga digital | EVERYTHING IS BEAUTIFUL | - Lanzamiento: 26 de febrero de 2020 - Sello discográfico: independiente - Formato: descarga digital | EVERYTHING SUCKS | - Lanzamiento: 26 de febrero de 2020 - Sello discográfico: independiente - Formato: descarga digital |

### Apariciones especiales
| Título              | Año  | Artista(s)      | Álbum      |
| ------------------- | ---- | --------------- | ---------- |
| "Puerto Rican Judo" | 2014 | Ratking         | So It Goes |
| "Steep Tech"        | 2015 | Ratking, Despot | 700-Fill   |